# Altinho
Altinho este un oraș în Pernambuco (PE), Brazilia.